# Yara Linss

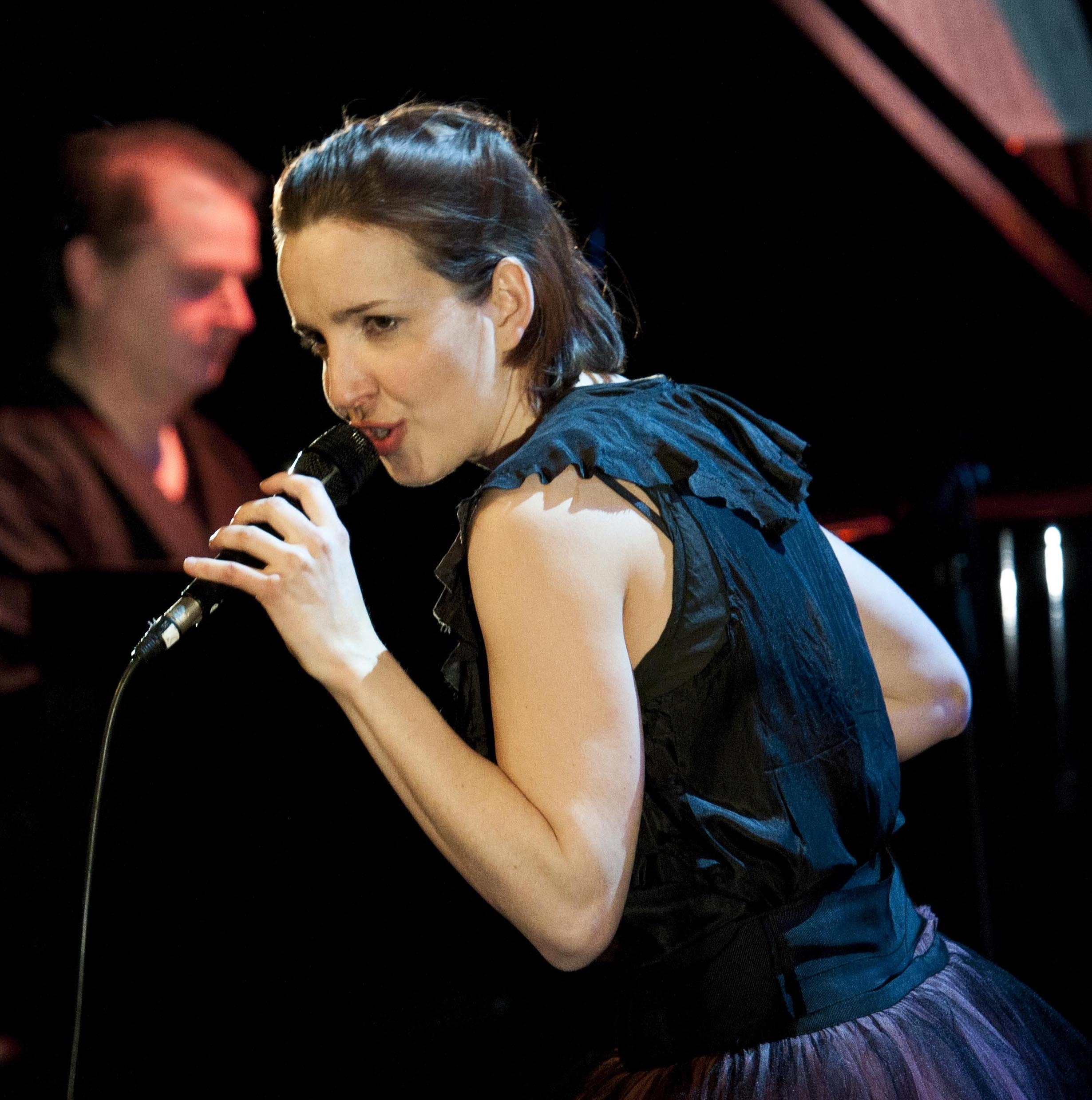
Yara Linss

Yara Linss (* 13. Juni 1980 in São Paulo, Brasilien) ist eine deutsch-brasilianische Sängerin, Songwriterin und Komponistin. In ihrer Musik mischt sie Jazz und verschiedene Stile der brasilianischen Musik wie zum Beispiel Bossa Nova, Samba, MPB, Xote oder Choro.

## Leben
Als Tochter einer Brasilianerin und eines Deutschen wurde Linss 1980 in São Paulo geboren und kam im Alter von vier Jahren nach Deutschland und wuchs in Ulm auf. Sie erlernte Violine und sang bei den Ulmer Spatzen. Sie studierte Jazzgesang zunächst in Maastricht und anschließend an der Hochschule für Musik in Nürnberg.
2007 vertrat Linss beim Stimmenfang-Festival Nürnberg die erkrankte Portugiesin Maria João. Daraufhin wurde ihr Quartett mit einem Kulturstipendium der Stadt Nürnberg ausgezeichnet. 2009 gewann sie den Bruno-Rother-Wettbewerb für Jazzkomposition der Musikhochschule Nürnberg. Sie erhielt den 1. Preis beim bayernweiten Creole-Casting und vertrat Bayern bei der bundesweiten Endausscheidung in Berlin. 2010 war sie im Rahmen der Konzertreihe Bühne frei im Studio 2 beim Bayerischen Rundfunk zu hören und gehörte zu den Initiatoren des im Herbst gegründeten Vereins MetropolMusik.
Im Februar 2011 präsentierte Linss in der Nürnberger Tafelhalle ihr zweites Album Poems, welches sie in Zusammenarbeit mit dem Pianisten Peter Fulda produzierte. Anlässlich eines Abends zu Ehren von Wisława Szymborska, der Nobelpreisträgerin für Literatur aus Krakau, erhielt sie daraufhin vom Krakauer Haus in Nürnberg den Auftrag, zwei Gedichte Szymborskas zu vertonen. Im Frühjahr 2012 spielte sie im Fürther Stadttheater die Rolle der Prinzessin Wassilissa in der Kammeroper Der starke Wanja. Produziert von Walter Quintus entstand ihr Album Samambaia.

## Auszeichnungen
- 2008: Künstlerstipendium der Stadt Nürnberg
- 2009: 1. Preis beim Kompositionswettbewerb Bruno-Rother-Gedächtnis-Fonds des Rotary Club Nürnberg-Fürth
- 2009: Preisträgerin des CREOLE Weltmusikwettbewerbs Bayern
- 2018: Förderpreis des Wolfram-von-Eschenbach-Preises
- 2021: Stipendiatin des GEMA Förderprogramms „Neustart Kultur“

## Diskografie
- Yara Linss: debut album (2007 Upsolute Music Records)
- Rua Baden Powell Projekt: Rua Nova (2008 Xolo)
- Yara Linss: Poems (2011 Edition Metropolmusik)
- Metropolmusik: Engelesingen (2011 Edition Metropolmusik, mit Agnes Lepp, Silke Straub und Rayka Wehner)
- LAN: UROP (2014 SugarCandyMountain)
- Yara Linss: Samambaia (2015 Double Moon Records, mit Márcio Tubino, João Luís Nogueira, André de Cayres)

## Einzelnachweis
1. 1 2  Poesie in Bossa Jazz thing

| Personendaten    | Personendaten                   |
| ---------------- | ------------------------------- |
| NAME             | Linss, Yara                     |
| KURZBESCHREIBUNG | deutsch-brasilianische Sängerin |
| GEBURTSDATUM     | 13. Juni 1980                   |
| GEBURTSORT       | São Paulo, São Paulo, Brasilien |